# Halldis Stabell
Halldis Stabell, född 25 juli 1887 i Strinda i Sør-Trøndelag, död 7 mars 1944 i Alameda i Kalifornien i USA, var en norsk gymnastiklärare, sjukgymnast och författare.

## Biografi
Halldis Stabell föddes i Norge som dotter till en officer och godsägare på Munkvold nära Trondhjem, där hon växte upp med mycket friluftsliv och skidåkning.
Stabell var utexaminerad svensk gymnast och studerade bildande konst och musik i olika städer i Europa, och vidareutbildades som Mensendiecklärare av Bess Mensendieck i Hamburg och kom att bli den som lanserade detta slag av motionsgymnastik (eller kroppskultur, som det då kallades) i de nordiska länderna. År 1914 startade hon den första utbildningen av Mensendieck-lärare i Norge, nio år efter att Bess Mensendieck hade upprättat sin första skola i Potsdam vid Berlin.
År 1920 utbildade hon sig i eurytmi vid Rudolf Steiners Goetheanum i Schweiz. Samma år höll hon en föredragsserie om kroppskultur och hälsa i Musikaliska Akademien i Stockholm. På hösten flyttade hon till Stockholm, där hon öppnade en Mensendieck-skola för kroppskultur ”i en solig privatvåning uppe vid Vasakyrkan”. Hon skrev flera böcker om kroppskultur, hälsa och skönhet, främst riktade till kvinnor.
Halldis Stabell gifte sig 1937 med David Nelson Smiley, född 22 augusti 1884 i Larne i Nordirland, och de flyttade senare till USA.